# Thingiverse
Thingiverse là trang web dành riêng cho việc chia sẻ tệp thiết kế kỹ thuật số do người dùng tạo. Cung cấp các thiết kế phần cứng nguồn mở miễn phí chủ yếu được cấp phép theo Giấy phép Công cộng GNU hoặc Giấy phép Creative Commons, người dùng chọn loại giấy phép người dùng mà họ muốn đính kèm vào thiết kế mà họ chia sẻ. Máy in 3D, máy cắt laser, máy phay và nhiều công nghệ khác có thể được sử dụng để tạo các tệp được chia sẻ bởi người dùng trên Thingiverse.
Thingiverse được sử dụng rộng rãi trong công nghệ DIY và cộng đồng Maker, bởi Dự án RepRap, và bởi các nhà khai thác máy in 3D và MakerBot. Nhiều dự án kỹ thuật sử dụng Thingiverse như một kho lưu trữ để đổi mới và phổ biến các tài liệu nguồn cho công chúng. Nhiều đối tượng là nhằm mục đích sửa chữa, trang trí hoặc tổ chức.

## Lịch sử
Thingiverse được bắt đầu vào tháng 11 năm 2008 bởi Zach Smith là một trang web đồng hành với MakerBot Industries, một công ty sản xuất kit máy in 3D DIY. Makerbot và Thingiverse đã được Stratasys mua lại vào năm 2013.
Thingiverse nhận được một giải khuyến khích trong danh mục Cộng đồng kỹ thuật số của ARS Electronica 2010 | Cuộc thi quốc tế về nghệ thuật mạng của Prix Ars Electronica.
Đã có 25.000 bản thiết kế được tải lên Thingiverse tính đến tháng 11 năm 2012 và hơn 100.000 vào tháng 6 năm 2013. Điều 400.000 đã được xuất bản vào ngày 19 tháng 7 năm 2014.

## Quản trị
Trang web này thuộc sở hữu của MakerBot Industries và được điều hành bởi một trong những người sáng lập, Bre Pettis ở Brooklyn, New York.
Trong điều kiện sử dụng, Thingiverse quy định rằng người dùng không chứa các nội dung "góp phần tạo ra vũ khí, vật liệu bất hợp pháp hoặc có thể bị phản đối". Vào năm 2012, Thingiverse đã xóa một thiết kế được tải lên cho một khẩu súng in 3D hoàn toàn. Đáp lại, các nhà thiết kế của súng đã mở một trang web mới được thiết kế đặc biệt để lưu trữ các tệp "bị kiểm duyệt" của Thingiverse.

## Phần cứng nguồn mở
Trong khi nhiều dự án phần cứng nguồn mở tập trung vào các tài liệu cụ thể của dự án, Thingiverse cung cấp một nền tảng chung từ đó các dẫn xuất và kết hợp có thể hình thành. Những "dẫn xuất" và "bản phối lại" này thường liên quan đến việc người dùng sửa đổi hoặc cải thiện thiết kế hiện có và tải lên lại. Bởi vì tất cả các mô hình trên trang web là nguồn mở, hành vi này được khuyến khích bởi trang web và cộng đồng. Các thiết kế quảng bá hoạt động bất hợp pháp hoặc góp phần tạo ra vũ khí đều bị cấm.
Nhiều máy in 3D có thể được nâng cấp với các bộ phận in 3D. Người dùng Thingiverse sản xuất nhiều cải tiến và sửa đổi cho nhiều nền tảng khác nhau. Ví dụ phổ biến của các dự án máy in 3D dựa trên cộng đồng bao gồm dự án RepRap và dự án Contraptor. Một số máy in 3D có thể gần như hoàn toàn được in 3D.